# Grand Prix Singapuru 2024
Grand Prix Singapuru 2024, oficjalnie Formula 1 Singapore Airlines Singapore Grand Prix 2024 – osiemnasta runda Mistrzostw Świata Formuły 1 w sezonie 2024. Grand Prix odbyło się w dniach 20–22 września 2024 na torze Marina Bay Street Circuit w Singapurze. Wyścig po starcie z pole position wygrał Lando Norris (McLaren), a na podium stanęli kolejno: Max Verstappen (Red Bull Racing) i Oscar Piastri (McLaren).

## Lista startowa
| Nr          | Kierowca         | Zespół                        | Samochód                          | Silnik              | Opony |
| ----------- | ---------------- | ----------------------------- | --------------------------------- | ------------------- | ----- |
| 1           | Max Verstappen   | Oracle Red Bull Racing        | Red Bull RB20                     | Honda RBPTH002      | P     |
| 3           | Daniel Ricciardo | Visa Cash App RB F1 Team      | RB VCARB 01                       | Honda RBPTH002      | P     |
| 4           | Lando Norris     | McLaren Formula 1 Team        | McLaren MCL38                     | Mercedes-AMG F1 M15 | P     |
| 10          | Pierre Gasly     | BWT Alpine F1 Team            | Alpine A524                       | Renault E-Tech RE24 | P     |
| 11          | Sergio Pérez     | Oracle Red Bull Racing        | Red Bull RB20                     | Honda RBPTH002      | P     |
| 14          | Fernando Alonso  | Aston Martin Aramco F1 Team   | Aston Martin AMR24                | Mercedes-AMG F1 M15 | P     |
| 16          | Charles Leclerc  | Scuderia Ferrari HP           | Ferrari SF-24                     | Ferrari 066/12      | P     |
| 18          | Lance Stroll     | Aston Martin Aramco F1 Team   | Aston Martin AMR24                | Mercedes-AMG F1 M15 | P     |
| 20          | Kevin Magnussen  | MoneyGram Haas F1 Team        | Haas VF-24                        | Ferrari 066/10      | P     |
| 22          | Yūki Tsunoda     | Visa Cash App RB F1 Team      | RB VCARB 01                       | Honda RBPTH002      | P     |
| 23          | Alexander Albon  | Williams Racing               | Williams FW46                     | Mercedes-AMG F1 M15 | P     |
| 24          | Zhou Guanyu      | Stake F1 Team Kick Sauber     | Kick Sauber C44                   | Ferrari 066/12      | P     |
| 27          | Nico Hülkenberg  | MoneyGram Haas F1 Team        | Haas VF-24                        | Ferrari 066/10      | P     |
| 31          | Esteban Ocon     | BWT Alpine F1 Team            | Alpine A524                       | Renault E-Tech RE24 | P     |
| 43          | Franco Colapinto | Williams Racing               | Williams FW46                     | Mercedes-AMG F1 M15 | P     |
| 44          | Lewis Hamilton   | Mercedes-AMG PETRONAS F1 Team | Mercedes-AMG F1 W15 E Performance | Mercedes-AMG F1 M15 | P     |
| 55          | Carlos Sainz Jr. | Scuderia Ferrari HP           | Ferrari SF-24                     | Ferrari 066/12      | P     |
| 63          | George Russell   | Mercedes-AMG PETRONAS F1 Team | Mercedes-AMG F1 W15 E Performance | Mercedes-AMG F1 M15 | P     |
| 77          | Valtteri Bottas  | Stake F1 Team Kick Sauber     | Kick Sauber C44                   | Ferrari 066/12      | P     |
| 81          | Oscar Piastri    | McLaren Formula 1 Team        | McLaren MCL38                     | Mercedes-AMG F1 M15 | P     |
| Źródło: FIA |                  |                               |                                   |                     |       |

## Wyniki

### Najlepsze czasy sesji treningowych
| Sesja       | Nr | Kierowca        | Konstruktor      | Czas     | Okr. |
| ----------- | -- | --------------- | ---------------- | -------- | ---- |
| 1           | 16 | Charles Leclerc | Ferrari          | 1:31,763 | 26   |
| 2           | 4  | Lando Norris    | McLaren-Mercedes | 1:30,727 | 27   |
| 3           | 4  | Lando Norris    | McLaren-Mercedes | 1:29,646 | 15   |
| Źródło: FIA |    |                 |                  |          |      |

### Kwalifikacje
| P                    | Nr | Kierowca         | Konstruktor                  | Czasy w kwalifikacjach | Czasy w kwalifikacjach | Czasy w kwalifikacjach | Poz. s. |
| P                    | Nr | Kierowca         | Konstruktor                  | Q1                     | Q2                     | Q3                     | Poz. s. |
| -------------------- | -- | ---------------- | ---------------------------- | ---------------------- | ---------------------- | ---------------------- | ------- |
| 1                    | 4  | Lando Norris     | McLaren-Mercedes             | 1:30,002               | 1:30,007               | 1:29,525               | 1       |
| 2                    | 1  | Max Verstappen   | Red Bull Racing-Honda RBPT   | 1:30,157               | 1:29,680               | 1:29,728               | 2       |
| 3                    | 44 | Lewis Hamilton   | Mercedes                     | 1:30,393               | 1:29,929               | 1:29,841               | 3       |
| 4                    | 63 | George Russell   | Mercedes                     | 1:30,811               | 1:30,153               | 1:29,867               | 4       |
| 5                    | 81 | Oscar Piastri    | McLaren-Mercedes             | 1:30,258               | 1:29,640               | 1:29,953               | 5       |
| 6                    | 27 | Nico Hülkenberg  | Haas-Ferrari                 | 1:30,724               | 1:30,150               | 1:30,115               | 6       |
| 7                    | 14 | Fernando Alonso  | Aston Martin Aramco-Mercedes | 1:30,684               | 1:30,450               | 1:30,214               | 7       |
| 8                    | 22 | Yūki Tsunoda     | RB-Honda RBPT                | 1:30,716               | 1:30,289               | 1:30,354               | 8       |
| 9                    | 16 | Charles Leclerc  | Ferrari                      | 1:30,786               | 1:29,747               | –                      | 9       |
| 10                   | 55 | Carlos Sainz Jr. | Ferrari                      | 1:30,670               | 1:30,108               | –                      | 10      |
| 11                   | 23 | Alexander Albon  | Williams-Mercedes            | 1:30,679               | 1:30,474               |                        | 11      |
| 12                   | 43 | Franco Colapinto | Williams-Mercedes            | 1:30,704               | 1:30,481               |                        | 12      |
| 13                   | 11 | Sergio Pérez     | Red Bull Racing-Honda RBPT   | 1:30,624               | 1:30,579               |                        | 13      |
| 14                   | 20 | Kevin Magnussen  | Haas-Ferrari                 | 1:30,829               | 1:30,653               |                        | 14      |
| 15                   | 31 | Esteban Ocon     | Alpine-Renault               | 1:30,958               | 1:30,769               |                        | 15      |
| 16                   | 3  | Daniel Ricciardo | RB-Honda RBPT                | 1:31,085               |                        |                        | 16      |
| 17                   | 18 | Lance Stroll     | Aston Martin Aramco-Mercedes | 1:31,094               |                        |                        | 17      |
| 18                   | 10 | Pierre Gasly     | Alpine-Renault               | 1:31,312               |                        |                        | 18      |
| 19                   | 77 | Valtteri Bottas  | Kick Sauber-Ferrari          | 1:31,572               |                        |                        | 19      |
| 20                   | 24 | Zhou Guanyu      | Kick Sauber-Ferrari          | 1:32,054               |                        |                        | 20      |
| 107% czasu: 1:36,302 |    |                  |                              |                        |                        |                        |         |
| Źródło: FIA          |    |                  |                              |                        |                        |                        |         |

### Wyścig
| P           | Nr | Kierowca         | Konstruktor                  | Okr. | Czas                    | Poz. s. | +/−       | Punkty |
| ----------- | -- | ---------------- | ---------------------------- | ---- | ----------------------- | ------- | --------- | ------ |
| 1           | 4  | Lando Norris     | McLaren-Mercedes             | 62   | 1:40:52,571             | 1       | Bez zmian | 25     |
| 2           | 1  | Max Verstappen   | Red Bull Racing-Honda RBPT   | 62   | +20,945                 | 2       | Bez zmian | 18     |
| 3           | 81 | Oscar Piastri    | McLaren-Mercedes             | 62   | +41,823                 | 5       | 2         | 15     |
| 4           | 63 | George Russell   | Mercedes                     | 62   | +61,040                 | 4       | Bez zmian | 12     |
| 5           | 16 | Charles Leclerc  | Ferrari                      | 62   | +62,430                 | 9       | 4         | 10     |
| 6           | 44 | Lewis Hamilton   | Mercedes                     | 62   | +85,248                 | 3       | 3         | 8      |
| 7           | 55 | Carlos Sainz Jr. | Ferrari                      | 62   | +96,039                 | 10      | 3         | 6      |
| 8           | 14 | Fernando Alonso  | Aston Martin Aramco-Mercedes | 61   | +1 okrążenie            | 7       | 1         | 4      |
| 9           | 27 | Nico Hülkenberg  | Haas-Ferrari                 | 61   | +1 okrążenie            | 6       | 3         | 2      |
| 10          | 11 | Sergio Pérez     | Red Bull Racing-Honda RBPT   | 61   | +1 okrążenie            | 13      | 3         | 1      |
| 11          | 43 | Franco Colapinto | Williams-Mercedes            | 61   | +1 okrążenie            | 12      | 1         |        |
| 12          | 22 | Yūki Tsunoda     | RB-Honda RBPT                | 61   | +1 okrążenie            | 8       | 4         |        |
| 13          | 31 | Esteban Ocon     | Alpine-Renault               | 61   | +1 okrążenie            | 15      | 2         |        |
| 14          | 18 | Lance Stroll     | Aston Martin Aramco-Mercedes | 61   | +1 okrążenie            | 17      | 3         |        |
| 15          | 24 | Zhou Guanyu      | Kick Sauber-Ferrari          | 61   | +1 okrążenie            | 20      | 5         |        |
| 16          | 77 | Valtteri Bottas  | Kick Sauber-Ferrari          | 61   | +1 okrążenie            | 19      | 3         |        |
| 17          | 10 | Pierre Gasly     | Alpine-Renault               | 61   | +1 okrążenie            | 18      | 1         |        |
| 18          | 3  | Daniel Ricciardo | RB-Honda RBPT                | 61   | +1 okrążenie            | 16      | 2         | [ a ]  |
| 19          | 20 | Kevin Magnussen  | Haas-Ferrari                 | 57   | NU (uszkodzenia)        | 14      | 5         |        |
| NS          | 23 | Alexander Albon  | Williams-Mercedes            | 15   | NU (jednostka napędowa) | 11      |           |        |
| Źródło: FIA |    |                  |                              |      |                         |         |           |        |

### Najszybsze okrążenie
| Nr          | Kierowca         | Konstruktor   | Czas     | Okr. |
| ----------- | ---------------- | ------------- | -------- | ---- |
| 3           | Daniel Ricciardo | RB-Honda RBPT | 1:34,486 | 60   |
| Źródło: FIA |                  |               |          |      |

### Prowadzenie w wyścigu
| Nr                              | Kierowca     | Konstruktor      | Okrążenia | Suma |
| ------------------------------- | ------------ | ---------------- | --------- | ---- |
| 4                               | Lando Norris | McLaren-Mercedes | 1–62      | 62   |
| \| Wykres \| \| ------ \| \| \| |              |                  |           |      |
| Źródło: FIA                     |              |                  |           |      |
| Wykres                          |              |                  |           |      |
|                                 |              |                  |           |      |

## Klasyfikacja po wyścigu

### Kierowcy
| P           | +/−       | Kierowca         | Zgł. | Punkty | P1 | P2 | P3 | PP | NO | NS | NU | NW | DK | WYK |
| ----------- | --------- | ---------------- | ---- | ------ | -- | -- | -- | -- | -- | -- | -- | -- | -- | --- |
| 1           | Bez zmian | Max Verstappen   | 18   | 331    | 7  | 4  | –  | 8  | 2  | 2  | 2  | –  | –  | –   |
| 2           | Bez zmian | Lando Norris     | 18   | 279    | 3  | 5  | 3  | 5  | 4  | –  | 1  | –  | –  | –   |
| 3           | Bez zmian | Charles Leclerc  | 18   | 245    | 2  | 2  | 5  | 3  | 2  | 1  | 1  | –  | –  | –   |
| 4           | Bez zmian | Oscar Piastri    | 18   | 237    | 2  | 4  | 1  | –  | 1  | –  | –  | –  | –  | –   |
| 5           | Bez zmian | Carlos Sainz Jr. | 17   | 190    | 1  | –  | 4  | –  | 1  | 1  | 2  | –  | –  | –   |
| 6           | Bez zmian | Lewis Hamilton   | 18   | 174    | 2  | –  | 2  | –  | 2  | 1  | 1  | –  | –  | –   |
| 7           | Bez zmian | George Russell   | 18   | 155    | 1  | –  | 2  | 2  | 2  | 1  | 2  | –  | 1  | –   |
| 8           | Bez zmian | Sergio Pérez     | 18   | 144    | –  | 3  | 1  | –  | 1  | 2  | 3  | –  | –  | –   |
| 9           | Bez zmian | Fernando Alonso  | 18   | 62     | –  | –  | –  | –  | 2  | –  | –  | –  | –  | –   |
| 10          | 1         | Nico Hülkenberg  | 18   | 24     | –  | –  | –  | –  | –  | 1  | 1  | –  | –  | –   |
| 11          | 1         | Lance Stroll     | 18   | 24     | –  | –  | –  | –  | –  | 1  | 2  | –  | –  | –   |
| 12          | Bez zmian | Yūki Tsunoda     | 18   | 22     | –  | –  | –  | –  | –  | 3  | 3  | –  | –  | –   |
| 13          | Bez zmian | Alexander Albon  | 18   | 12     | –  | –  | –  | –  | –  | 4  | 4  | –  | –  | –   |
| 14          | Bez zmian | Daniel Ricciardo | 18   | 12     | –  | –  | –  | –  | 1  | 2  | 2  | –  | –  | –   |
| 15          | Bez zmian | Pierre Gasly     | 18   | 8      | –  | –  | –  | –  | –  | 3  | 2  | 1  | –  | –   |
| 16          | Bez zmian | Oliver Bearman   | 2    | 7      | –  | –  | –  | –  | –  | –  | –  | –  | –  | –   |
| 17          | Bez zmian | Kevin Magnussen  | 17   | 6      | –  | –  | –  | –  | –  | 1  | 2  | –  | –  | 1   |
| 18          | Bez zmian | Esteban Ocon     | 18   | 5      | –  | –  | –  | –  | –  | 1  | 1  | –  | –  | –   |
| 19          | Bez zmian | Franco Colapinto | 3    | 4      | –  | –  | –  | –  | –  | –  | –  | –  | –  | –   |
| 20          | Bez zmian | Zhou Guanyu      | 18   | 0      | –  | –  | –  | –  | –  | 2  | 2  | –  | –  | –   |
| 21          | Bez zmian | Logan Sargeant   | 14   | 0      | –  | –  | –  | –  | –  | 2  | 2  | –  | –  | –   |
| 22          | Bez zmian | Valtteri Bottas  | 18   | 0      | –  | –  | –  | –  | –  | 1  | 1  | –  | –  | –   |
| Źródło: FIA |           |                  |      |        |    |    |    |    |    |    |    |    |    |     |

### Konstruktorzy
| P           | +/-       | Konstruktor                  | Zgł. | Punkty | P1 | P2 | P3 | PP | NO | NS | NU | NW | DK | WYK |
| ----------- | --------- | ---------------------------- | ---- | ------ | -- | -- | -- | -- | -- | -- | -- | -- | -- | --- |
| 1           | Bez zmian | McLaren-Mercedes             | 36   | 516    | 5  | 9  | 4  | 5  | 5  | –  | 1  | –  | –  | –   |
| 2           | Bez zmian | Red Bull Racing-Honda RBPT   | 36   | 475    | 7  | 7  | 1  | 8  | 3  | 3  | 4  | –  | –  | –   |
| 3           | Bez zmian | Ferrari                      | 36   | 441    | 3  | 2  | 9  | 3  | 3  | 2  | 3  | –  | –  | –   |
| 4           | Bez zmian | Mercedes                     | 36   | 329    | 3  | –  | 4  | 2  | 4  | 2  | 3  | –  | 1  | –   |
| 5           | Bez zmian | Aston Martin Aramco-Mercedes | 36   | 86     | –  | –  | –  | –  | 2  | 1  | 2  | –  | –  | –   |
| 6           | Bez zmian | RB-Honda RBPT                | 36   | 34     | –  | –  | –  | –  | 1  | 5  | 5  | –  | –  | –   |
| 7           | Bez zmian | Haas-Ferrari                 | 36   | 31     | –  | –  | –  | –  | –  | 2  | 3  | –  | –  | 1   |
| 8           | Bez zmian | Williams-Mercedes            | 35   | 16     | –  | –  | –  | –  | –  | 6  | 6  | –  | –  | –   |
| 9           | Bez zmian | Alpine-Renault               | 36   | 13     | –  | –  | –  | –  | –  | 4  | 3  | 1  | –  | –   |
| 10          | Bez zmian | Kick Sauber-Ferrari          | 36   | 0      | –  | –  | –  | –  | –  | 3  | 3  | –  | –  | –   |
| Źródło: FIA |           |                              |      |        |    |    |    |    |    |    |    |    |    |     |